# David Raum
David Raum (Nürnberg, 22 april 1998) is een Duits voetballer die doorgaans speelt als linksback. In juli 2022 verruilde hij Hoffenheim voor RB Leipzig. Raum maakte in 2022 zijn debuut in het Duits voetbalelftal.

## Clubcarrière
Raum speelde in de jeugd van Tuspo Nürnberg, alvorens hij in 2006 opgenomen werd in de opleiding van Greuther Fürth. Voor die club maakte hij zijn debuut op 27 januari 2017, op bezoek bij 1860 München. Greuther Fürth kwam op voorsprong door een doelpunt van Serdar Dursun, maar door doelpunten van Ivica Olić en Michael Liendl werd de wedstrijd met 2–1 verloren. Raum moest in dat duel op de reservebank beginnen van coach János Radoki en hij mocht vijftien minuten voor tijd invallen voor Sebastian Freis. Zijn eerste doelpunt als profvoetballer volgde op 13 augustus 2017. Op die dag werd in de DFB-Pokal gespeeld tegen SV Morlautern. Na twee doelpunten van Philipp Hofmann vergrootte Raum de voorsprong. Uiteindelijk bepaalden Dursun en Sebastian Ernst de uitslag op 0–5.
Raum verkaste in de zomer van 2021 transfervrij naar 1899 Hoffenheim, waar hij zijn handtekening zette onder een verbintenis voor de duur van vier seizoenen. Na een half seizoen bij Hoffenheim verlengde Raum zijn contract met een jaar tot medio 2026. In zijn eerste seizoen in de Bundesliga speelde hij tweeëndertig competitiewedstrijden met daarin drie goals en hij werd ook international van het Duits voetbalelftal. Na dit jaar nam RB Leipzig hem over voor circa zesentwintig miljoen euro en hij tekende voor vijf jaar bij zijn nieuwe club.

## Clubstatistieken
| Seizoen | Club            | Competitie    | Competitie | Competitie | Beker | Beker | Internationaal | Internationaal | Totaal | Totaal |
| Seizoen | Club            | Competitie    | Wed.       | Dlp.       | Wed.  | Dlp.  | Wed.           | Dlp.           | Wed.   | Dlp.   |
| ------- | --------------- | ------------- | ---------- | ---------- | ----- | ----- | -------------- | -------------- | ------ | ------ |
| 2016/17 | Greuther Fürth  | 2. Bundesliga | 5          | 0          | 0     | 0     | —              | —              | 5      | 0      |
| 2017/18 | Greuther Fürth  | 2. Bundesliga | 20         | 1          | 2     | 2     | —              | —              | 22     | 3      |
| 2018/19 | Greuther Fürth  | 2. Bundesliga | 16         | 1          | 0     | 0     | —              | —              | 16     | 1      |
| 2019/20 | Greuther Fürth  | 2. Bundesliga | 19         | 1          | 0     | 0     | —              | —              | 19     | 1      |
| 2020/21 | Greuther Fürth  | 2. Bundesliga | 34         | 1          | 3     | 0     | —              | —              | 37     | 1      |
| 2021/22 | 1899 Hoffenheim | Bundesliga    | 32         | 3          | 3     | 0     | —              | —              | 35     | 3      |
| 2022/23 | RB Leipzig      | Bundesliga    | 28         | 0          | 4     | 0     | 8              | 1              | 40     | 1      |
| 2023/24 | RB Leipzig      | Bundesliga    | 31         | 2          | 2     | 0     | 7              | 1              | 40     | 3      |
| 2024/25 | RB Leipzig      | Bundesliga    | 22         | 1          | 3     | 0     | 4              | 0              | 29     | 1      |
| Totaal  | Totaal          | Totaal        | 207        | 10         | 17    | 2     | 19             | 2              | 243    | 14     |

Bijgewerkt op 24 juni 2025.

## Interlandcarrière
Raum maakte zijn debuut in het Duits voetbalelftal op 5 september 2021, tijdens een kwalificatiewedstrijd voor het WK 2022 tegen Armenië. Door doelpunten van Serge Gnabry (tweemaal), Marco Reus, Timo Werner, Jonas Hofmann en Karim Adeyemi werd met 6–0 gewonnen. Raum moest van bondscoach Hans-Dieter Flick op de reservebank beginnen en mocht zeven minuten voor het einde van de wedstrijd invallen voor Thilo Kehrer.
In november 2022 werd Raum door Flick opgenomen in de selectie van Duitsland voor het WK 2022. Tijdens dit WK werd Duitsland uitgeschakeld in de groepsfase na een nederlaag tegen Japan, een gelijkspel tegen Spanje en een overwinning op Costa Rica. Raum kwam in alle drie duels in actie. Zijn toenmalige clubgenoten Abdou Diallo (Senegal), Yussuf Poulsen (Denemarken), Lukas Klostermann (eveneens Duitsland), Dani Olmo (Spanje), Joško Gvardiol (Kroatië) en André Silva (Portugal) waren ook actief op het toernooi.
Bondscoach Julian Nagelsmann nam Raum in mei 2024 op in zijn voorselectie voor het EK 2024 in eigen land. Raum werd vervolgens op 8 juni 2024 opgenomen in de definitieve selectie. Duitsland werd groepswinnaar na overwinningen op Schotland (5–1) en Hongarije (2–0) en een gelijkspel tegen Zwitserland (1–1). In de achtste finales werd met 2–0 gewonnen van Denemarken, waarna Duitsland in de kwartfinales na een verlenging uitgeschakeld werd door Spanje (2–1). Raum kwam op het toernooi in drie wedstrijden in actie. Zijn toenmalige clubgenoten Benjamin Henrichs (Duitsland), Péter Gulácsi, Willi Orbán (beiden Hongarije), Dani Olmo (Spanje), Benjamin Šeško (Slovenië), Yussuf Poulsen (Denemarken), Xavi Simons (Nederland), Nicolas Seiwald, Christoph Baumgartner (beiden Oostenrijk) en Loïs Openda (België) waren ook actief op het toernooi.
| Interlands van David Raum voor Duitsland | Interlands van David Raum voor Duitsland | Interlands van David Raum voor Duitsland | Interlands van David Raum voor Duitsland | Interlands van David Raum voor Duitsland | Interlands van David Raum voor Duitsland | Interlands van David Raum voor Duitsland |
| №                                        | Datum                                    | Wedstrijd                                | Uitslag                                  | Competitie                               | Goals                                    |                                          |
| Als speler bij 1899 Hoffenheim           | Als speler bij 1899 Hoffenheim           | Als speler bij 1899 Hoffenheim           | Als speler bij 1899 Hoffenheim           | Als speler bij 1899 Hoffenheim           | Als speler bij 1899 Hoffenheim           | Als speler bij 1899 Hoffenheim           |
| ---------------------------------------- | ---------------------------------------- | ---------------------------------------- | ---------------------------------------- | ---------------------------------------- | ---------------------------------------- | ---------------------------------------- |
| 1                                        | 5 september 2021                         | Duitsland – Armenië                      | 6 – 0                                    | WK 2022 kwalificatie                     |                                          |                                          |
| 2                                        | 11 oktober 2021                          | Noord-Macedonië – Duitsland              | 0 – 4                                    | WK 2022 kwalificatie                     |                                          |                                          |
| 3                                        | 14 november 2021                         | Armenië – Duitsland                      | 1 – 4                                    | WK 2022 kwalificatie                     |                                          |                                          |
| 4                                        | 26 maart 2022                            | Duitsland – Israël                       | 2 – 0                                    | Vriendschappelijk                        |                                          |                                          |
| 5                                        | 29 maart 2022                            | Nederland – Duitsland                    | 1 – 1                                    | Vriendschappelijk                        |                                          |                                          |
| 6                                        | 4 juni 2022                              | Italië – Duitsland                       | 1 – 1                                    | Nations League 2022/23                   |                                          |                                          |
| 7                                        | 7 juni 2022                              | Duitsland – Engeland                     | 1 – 1                                    | Nations League 2022/23                   |                                          |                                          |
| 8                                        | 11 juni 2022                             | Hongarije – Duitsland                    | 1 – 1                                    | Nations League 2022/23                   |                                          |                                          |
| 9                                        | 14 juni 2022                             | Duitsland – Italië                       | 5 – 2                                    | Nations League 2022/23                   |                                          |                                          |
| Als speler bij RB Leipzig                |                                          |                                          |                                          |                                          |                                          |                                          |
| 10                                       | 23 september 2022                        | Duitsland – Hongarije                    | 0 – 1                                    | Nations League 2022/23                   |                                          |                                          |
| 11                                       | 26 september 2022                        | Engeland – Duitsland                     | 3 – 3                                    | Nations League 2022/23                   |                                          |                                          |
| 12                                       | 16 november 2022                         | Oman – Duitsland                         | 0 – 1                                    | Vriendschappelijk                        |                                          |                                          |
| 13                                       | 23 november 2022                         | Duitsland – Japan                        | 1 – 2                                    | WK 2022                                  |                                          |                                          |
| 14                                       | 27 november 2022                         | Spanje – Duitsland                       | 1 – 1                                    | WK 2022                                  |                                          |                                          |
| 15                                       | 1 december 2022                          | Costa Rica – Duitsland                   | 2 – 4                                    | WK 2022                                  |                                          |                                          |
| 16                                       | 25 maart 2023                            | Duitsland – Peru                         | 2 – 0                                    | Vriendschappelijk                        |                                          |                                          |
| 17                                       | 28 maart 2023                            | Duitsland – België                       | 2 – 3                                    | Vriendschappelijk                        |                                          |                                          |
| 18                                       | 12 juni 2023                             | Duitsland – Oekraïne                     | 3 – 3                                    | Vriendschappelijk                        |                                          |                                          |
| 19                                       | 17 oktober 2023                          | Mexico – Duitsland                       | 2 – 2                                    | Vriendschappelijk                        |                                          |                                          |
| 20                                       | 26 maart 2024                            | Duitsland – Nederland                    | 2 – 1                                    | Vriendschappelijk                        |                                          |                                          |
| 21                                       | 7 juni 2024                              | Duitsland – Griekenland                  | 2 – 1                                    | Vriendschappelijk                        |                                          |                                          |
| 22                                       | 23 juni 2024                             | Zwitserland – Duitsland                  | 1 – 1                                    | EK 2024                                  |                                          |                                          |
| 23                                       | 29 juni 2024                             | Duitsland – Denemarken                   | 2 – 0                                    | EK 2024                                  |                                          |                                          |
| 24                                       | 5 juli 2024                              | Spanje – Duitsland                       | 2 – 1 n.v.                               | EK 2024                                  |                                          |                                          |
| 25                                       | 7 september 2024                         | Duitsland – Hongarije                    | 5 – 0                                    | Nations League 2024/25                   |                                          |                                          |
| 26                                       | 10 september 2024                        | Nederland – Duitsland                    | 2 – 2                                    | Nations League 2024/25                   |                                          |                                          |
| 27                                       | 20 maart 2025                            | Italië – Duitsland                       | 1 – 2                                    | Nations League 2024/25                   |                                          |                                          |
| 28                                       | 8 juni 2025                              | Duitsland – Frankrijk                    | 0 – 1                                    | Nations League 2024/25                   |                                          |                                          |

Bijgewerkt op 24 juni 2025.

## Erelijst
| Competitie    |            |            |            |            |
| Competitie    | Aantal     | Jaren      |            |            |
| RB Leipzig    | RB Leipzig | RB Leipzig | RB Leipzig | RB Leipzig |
| ------------- | ---------- | ---------- | ---------- | ---------- |
| DFB-Pokal     | 1          | 2022/23    |            |            |
| DFL-Supercup  | 1          | 2023       |            |            |
| Duitsland –21 |            |            |            |            |
| EK –21        | 1          | 2021       |            |            |